# Tournan, Gers
 Tournan là một xã thuộc tỉnh Gers trong vùng Occitanie miền nam nước Pháp.